# Jeziorak
Der Jeziorak (jeˈʑɔrak; deutsch Geserichsee) ist ein Binnensee mit einer Fläche von 3.219 ha und einer Tiefe bis zu 13 m in der polnischen Woiwodschaft Ermland-Masuren im historischen Westpreußen.

## Name
Der Name des längsten Sees im ehemaligen Westpreußen ist vom altpreußischen Begriff geeyse für Reiher abgeleitet.

## Geographie

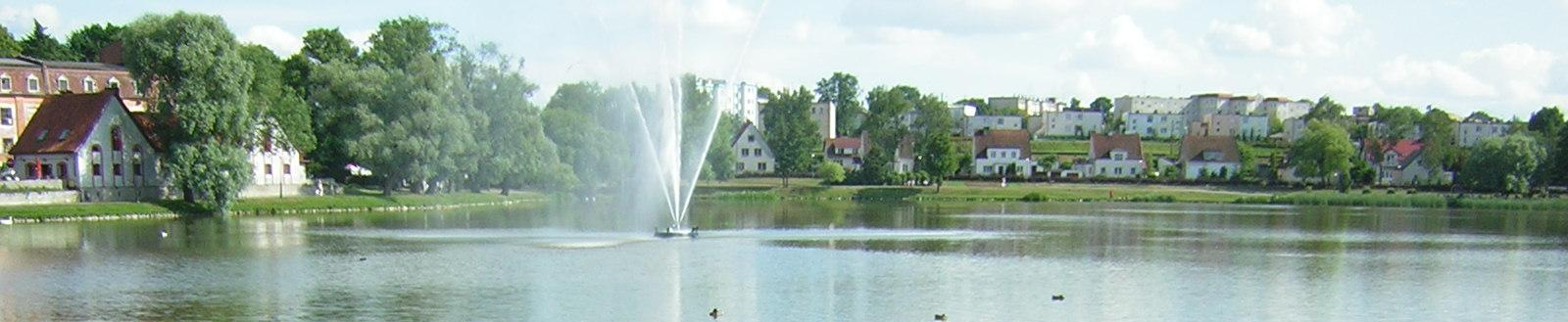

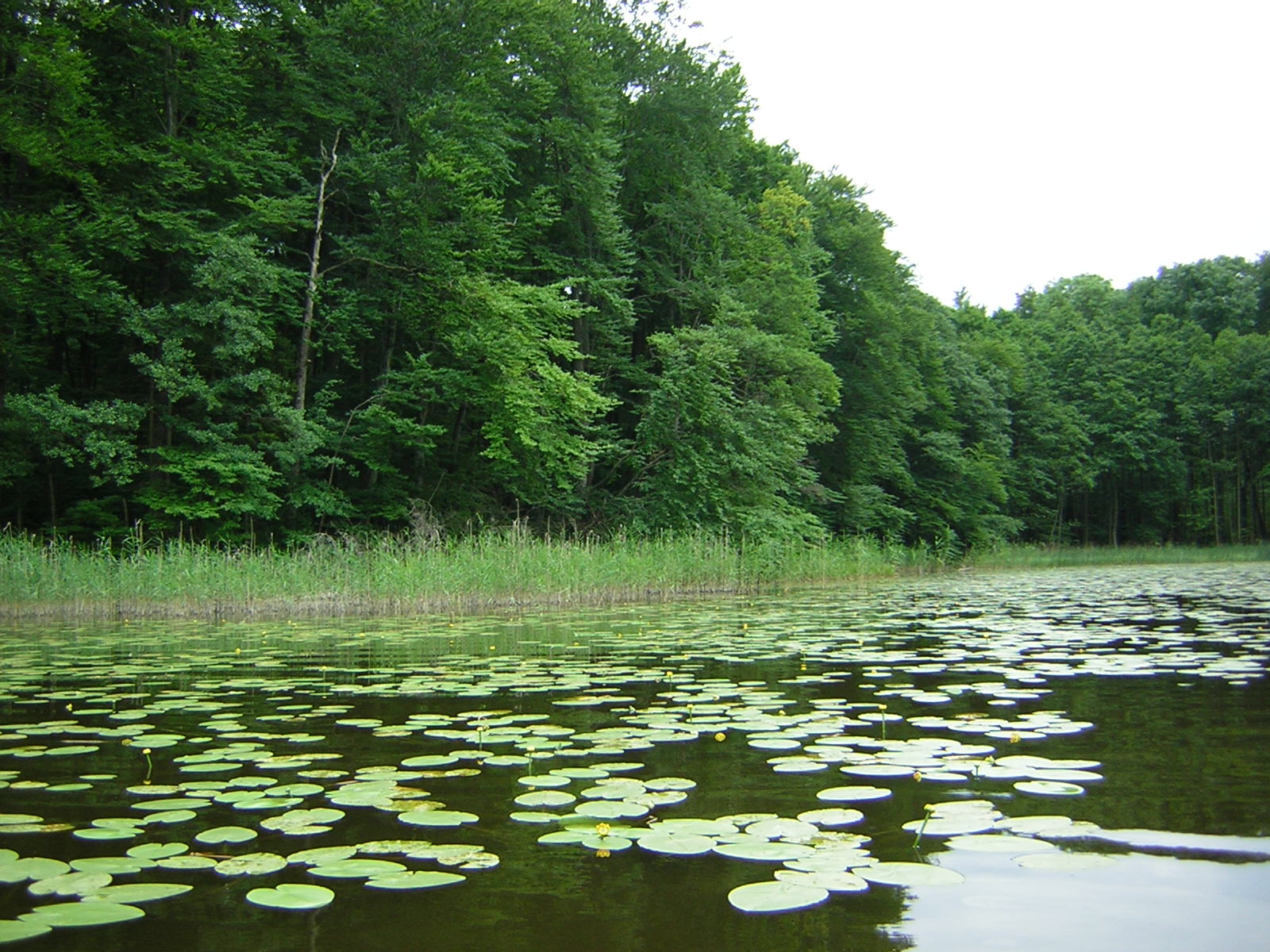

Der Jeziorak erstreckt sich über eine Länge von ca. 27 km von Iława (Deutsch Eylau) am Südufer bis Zalewo (Saalfeld) im Norden und liegt auf einer Höhe von 100 m über dem Meeresspiegel.
Durch Kanäle ist er mit einigen kleineren Seen verbunden. Er nimmt Wasser aus dem Ewingsee im Norden auf und hat einen Abfluss über die Iławka (Eylenz) in die Drwęca (Drewenz) im Süden.
Der See lag früher an der Grenze zwischen Ost- und Westpreußen. 1860 wurde der See durch den Oberländischen Kanal mit der Stadt Elbing verbunden.
Im Jeziorak befinden sich mehrere Inseln. Im Südzipfel des Sees bei Iława liegt die 82,4 ha große Insel Groß Werder mit Resten einer prußischen Flieh- oder Wallburg.